# Nuseirat-Rettungsaktion
Die Nuseirat-Rettungsoperation (zunächst mit dem Codenamen Operation Seeds of Summer (= etwa: Sommersaat) und später umbenannt in Operation Arnon) war eine Rettungsoperation von Yamam, Shin Bet und israelischen Verteidigungsstreitkräften mit nachrichtendienstlicher Unterstützung der Vereinigten Staaten im „Flüchtlingslager“ Nuseirat am 8. Juni 2024, zur Befreiung von Geiseln, die während des von der Hamas angeführten Angriffs auf Israel im Jahr 2023 beim Massaker beim Nova-Musikfestival bei Reʿim nach Gaza entführt worden waren.
Vier israelische Geiseln, Noa Argamani, Schlomi Ziv, Almog Meʾir Jan und Andrey Kozlov, wurden aus zwei mehrstöckigen Wohnhäusern in Nuseirat gerettet. Nach Angaben der Israelischen Verteidigungsstreitkräfte wurden sie von Zivilisten (u. a. einem freien Aljazeera Journalisten) aus dem Gazastreifen festgehalten, die mit der Hamas in Verbindung standen, und von bewaffneten Hamas-Terroristen bewacht.
Während der Operation agierte das israelische Militär mittels eines intensiven Luft-, See- und Bodenangriffs. Dies und die ungezielte Waffenanwendung herbeistürmender Hamas-Terroristen inmitten von Zivilisten führte zu zivilen Opfern. Ziyyad, ein Sanitäter und Bewohner von Nuseirat, und Abu ʿObaida, ein Sprecher der terroristischen al-Qassam-Brigaden, bezeichneten den Angriff als Massaker. Der EU-Außenbeauftragte Josep Borrell beschrieb die Ereignisse als „ein Blutbad“. Das von der Hamas kontrollierte Gesundheitsministerium von Gaza berichtete, dass in dem Lager mindestens 274 Palästinenser getötet wurden, darunter 64 Kinder und 57 Frauen. Mindestens 698 Menschen seien verletzt worden. Die israelischen Streitkräfte gaben hingegen an, ihnen seien weniger als 100 palästinensische Opfer bekannt. Der Yamam-Offizier Arnon Zamora wurde bei der Operation schwer verletzt und erlag später seinen Verletzungen.
Als Reaktion auf die Operation drohte der Sprecher der terroristischen Qassam-Brigaden, Abu ʿObaida, dass es dadurch zu einer größeren Bedrohung für die israelischen Geiseln kommen werde. Später veröffentlichten die Qassam-Brigaden ein kurzes Video, in dem sie erklärten, bei dem Angriff seien auch drei namentlich nicht genannte israelische Geiseln getötet worden, darunter eine mit doppelter US-Staatsbürgerschaft. Für diese Behauptung fanden sich jedoch keine Beweise.